# Temporada 2013-2014 del RCD Espanyol
Dades de la Temporada 2013-2014 del RCD Espanyol. El club inicia la temporada amb 26.879 socis, amb prop de 1.500 altes noves i al voltant de 2.500 baixes i mil socis (no comptabilitzats com a baixes) que no han renovat, resultant en un descens d'uns 2.257 abonats respecte a la temporada anterior, en la qual hi havia 29.136 socis. A falta dels dos darrers partits, l'assistència al camp fou de 19.782 espectadors.

## Pretemporada
- Selecció Vall d'Aran-Espanyol: 0-13[6]
- CE Sabadell-Espanyol: 2-1[6]
- Constantine-Espanyol: 2-2[6]
- Montpellier HSC-Espanyol: 0-0[6]
- Torneig Costa Brava, Girona FC-Espanyol: 0-2[6]
- Tottenham Hotspur FC-Espanyol: 1-1[6]
- 5 setembre de 2013, Torneig Ciutat de Barcelona, Espanyol-West Ham United FC: 0-1[7]

## Temporada

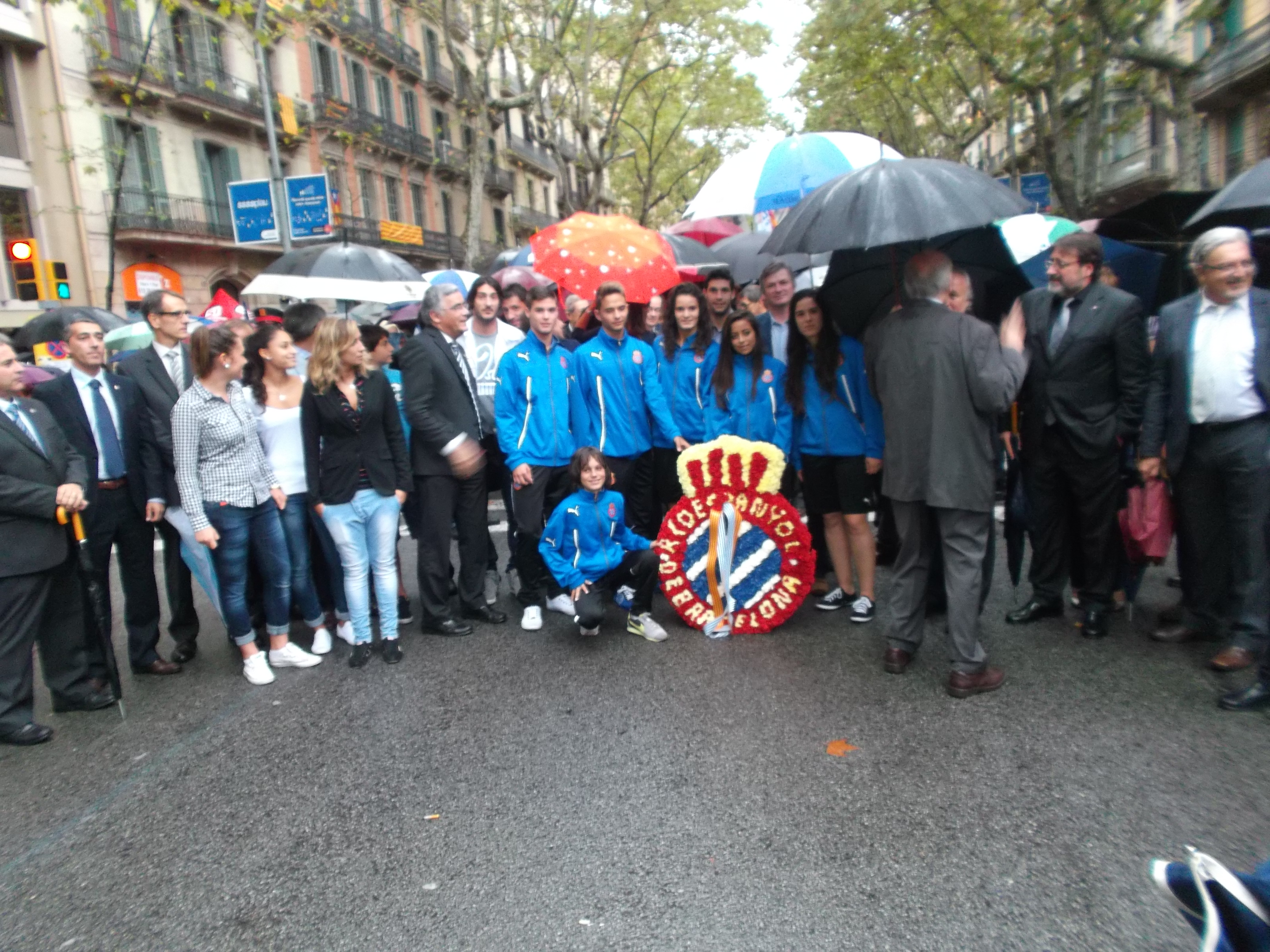
Ofrena floral al monument de Rafael Casanova en 11 de setembre de 2013

- El 29 d'agost s'anuncia el traspàs al FK Rubin Kazan de Wakaso Mubarak per sis milions d'euros, dels quals un milió és per al Vila-real Club de Futbol.[8]
- El 2015 Sergio García de la Fuente fou imputat per la presumpta compra del partit que va enfrontar l'Espanyol amb l'Osasuna a la darreria de la temporada 2013-2014.[9]

### Resultats i classificació
- Lliga d'Espanya: Catorzena posició amb 42 punts (38 partits, 11 victòries, 9 empats, 18 derrotes, 41 gols a favor i 51 en contra).
- Copa del Rei: Quarts de final. Eliminà el Real Jaén a setzens de final, l'AD Alcorcón a vuitens de final, però fou derrotat pel Reial Madrid a quarts.
- Copa de Catalunya: Finalista. Eliminà el CE Sabadell a semifinals (2-1), però fou vençut a la final pel FC Barcelona (0-0 i penals) a l'Estadi Municipal de Montilivi el 21 de maig del 2014.

## Plantilla
| P   | D  | Jugador                    | Lliga | Lliga | Copa d'Espanya | Copa d'Espanya |
| P   | D  | Jugador                    | PJ    | G     | PJ             | G              |
| --- | -- | -------------------------- | ----- | ----- | -------------- | -------------- |
| POR | 13 | Kiko Casilla               | 37    | -47   | 4              | -4             |
| POR | 1  | Germán Parreño             | 1     | -4    | 2              | -3             |
| POR | 26 | Pau López                  | -     | -     | -              | -              |
| DEF | 18 | Rafael Fuentes             | 35    | -     | 1              | -              |
| DEF | 16 | Javi López (3r capità)     | 33    | - (-) | 2              | -              |
| DEF | 15 | Héctor Moreno              | 32    | 1     | 5              | -              |
| DEF | 19 | Diego Colotto (4t capità)  | 31    | 4     | 1              | -              |
| DEF | 3  | Raúl Rodríguez             | 19    | -     | 5              | -              |
| DEF | 6  | Sidnei                     | 12    | -     | 6              | 1              |
| DEF | 17 | Víctor Álvarez             | 7     | -     | 2              | 1              |
| DEF | 11 | Joan Capdevila (2n capità) | 5     | -     | 5              | -              |
| DEF | 2  | Felipe Mattioni            | 2     | -     | 1              | -              |
| DEF | 28 | Carlos Clerc               | 1     | -     | -              | -              |
| MIG | 4  | Víctor Sánchez             | 33    | 4     | 4              | -              |
| MIG | 14 | David López                | 33    | 2     | 4              | 1              |
| MIG | 22 | Álex Fernández             | 24    | -     | 5              | -              |
| MIG | 23 | Abraham González           | 21    | -     | 6              | -              |
| MIG | 5  | Sergio Tejera              | -     | -     | -              | -              |
| MIG | 22 | Wakaso Mubarak             | -     | -     | -              | -              |
| DAV | 9  | Sergio García ( Capità)    | 37    | 12    | 4              | 1              |
| DAV | 8  | Christian Stuani           | 34    | 6     | 4              | 1              |
| DAV | 20 | Simão Sabrosa              | 34    | -     | 2              | 2              |
| DAV | 10 | Pizzi                      | 28    | 3     | 6              | 1              |
| DAV | 24 | Jhon Córdoba               | 28    | 4     | 5              | -              |
| DAV | 12 | Manu Lanzarote             | 17    | 1     | 4              | -              |
| DAV | 25 | Gabriel Torje              | 12    | -     | 3              | -              |
| DAV | 7  | Thievy Bifouma             | 11    | 3     | 3              | -              |
| DAV | 25 | Juan Albín                 | -     | -     | -              | -              |
| DAV | -  | Adrián Luna                | -     | -     | -              | -              |

Els equips espanyols estan limitats a tenir en la plantilla un màxim de tres jugadors sense passaport de la Unió Europea. La llista inclou només la principal nacionalitat de cada jugador; alguns jugadors no europeus tenen doble nacionalitat d'algun país de la UE:
- Mattioni té passaport italià
- Diego Colotto té passaport italià
- Christian Stuani té passaport italià
- Juan Albín té passaport espanyol

### Altes
| N. | Pos. | Nac. | Jugador                                    |
| -- | ---- | --- | ------------------------------------------ |
| 23 | MIG  | [[Fitxer:Flag of Catalonia.svg\|23x15px\|border \|alt=Catalunya\|link=Selecció de futbol de Catalunya\|{{#if:\|]] | Abraham González (de l'Alcorcón)           |
| 14 | MIG  | [[Fitxer:Flag of Catalonia.svg\|23x15px\|border \|alt=Catalunya\|link=Selecció de futbol de Catalunya\|{{#if:\|]] | David López (de l'Osca)                    |
| 12 | DAV  | [[Fitxer:Flag of Catalonia.svg\|23x15px\|border \|alt=Catalunya\|link=Selecció de futbol de Catalunya\|{{#if:\|]] | Manu Lanzarote (del CE Sabadell)           |
| 18 | DEF  | [[Fitxer:Flag of Spain.svg\|23x15px\|border \|alt=Espanya\|link=Selecció de futbol d'Espanya\|{{#if:\|]]          | Rafael Fuentes (del Còrdova)               |
| 10 | DAV  | [[Fitxer:Flag of Portugal.svg\|23x15px\|border \|alt=Portugal\|link=Selecció de futbol de Portugal\|{{#if:\|]]    | Pizzi (cedit del SL Benfica)               |
| 6  | DEF  | [[Fitxer:Flag of Brazil.svg\|23x15px\|border \|alt=Brasil\|link=Selecció de futbol del Brasil\|{{#if:\|]]         | Sidnei (cedit del SL Benfica)              |
| 22 | DEF  | [[Fitxer:Flag of Spain.svg\|23x15px\|border \|alt=Espanya\|link=Selecció de futbol d'Espanya\|{{#if:\|]]          | Álex Fernández (del Reial Madrid Castella) |
| 24 | DAV  | [[Fitxer:Flag of Colombia.svg\|23x15px\|border \|alt=Colòmbia\|link=Selecció de futbol de Colòmbia\|{{#if:\|]]    | Jhon Córdoba                               |

### Baixes
| N. | Pos. | Nac. | Jugador                                  |
| -- | ---- | --- | ---------------------------------------- |
| 1  | POR  | [[Fitxer:Flag of Argentina.svg\|23x15px\|border \|alt=Argentina\|link=Selecció de futbol de l'Argentina\|{{#if:\|]]             | Cristian Álvarez                         |
| 7  | MIG  | [[Fitxer:Flag of Spain.svg\|23x15px\|border \|alt=Espanya\|link=Selecció de futbol d'Espanya\|{{#if:\|]]                        | Raúl Baena (al Rayo Vallecano)           |
| 7  | DAV  | [[Fitxer:Flag of France (1794–1815, 1830–1974).svg\|23x15px\|border \|alt=França\|link=Selecció de futbol de França\|{{#if:\|]] | Thievy Bifouma (al West Bromwich Albion) |
| 10 | MIG  | [[Fitxer:Flag of Catalonia.svg\|23x15px\|border \|alt=Catalunya\|link=Selecció de futbol de Catalunya\|{{#if:\|]]               | Joan Verdú (al Betis)                    |
| 12 | DAV  | [[Fitxer:Flag of Italy.svg\|23x15px\|border \|alt=Itàlia\|link=Selecció de futbol d'Itàlia\|{{#if:\|]]                          | Samuele Longo (torna a l'Inter de Milà)  |
| 17 | MIG  | [[Fitxer:Flag of Bulgaria.svg\|23x15px\|border \|alt=Bulgària\|link=Selecció de futbol de Bulgària\|{{#if:\|]]                  | Martin Petrov                            |
| ?  | DEF  | [[Fitxer:Flag of Catalonia.svg\|23x15px\|border \|alt=Catalunya\|link=Selecció de futbol de Catalunya\|{{#if:\|]]               | Jordi Amat i Maas (al Swansea City)      |
| 22 | MIG  | [[Fitxer:Flag of Ghana.svg\|23x15px\|border \|alt=Ghana\|link=Selecció de futbol de Ghana\|{{#if:\|]]                           | Wakaso Mubarak (al FK Rubin Kazan)       |
| 6  | DEF  | [[Fitxer:Flag of Argentina.svg\|23x15px\|border \|alt=Argentina\|link=Selecció de futbol de l'Argentina\|{{#if:\|]]             | Juan Forlín (al Al-Rayyan)               |
| ?? | DAV  | [[Fitxer:Flag of Uruguay.svg\|23x15px\|border \|alt=Uruguai\|link=Selecció de futbol de l'Uruguai\|{{#if:\|]]                   | Adrián Luna                              |

### Cessions
| N. | Pos. | Nac. | Jugador                                         |
| -- | ---- | --- | ----------------------------------------------- |
| 5  | MIG  | [[Fitxer:Flag of Catalonia.svg\|23x15px\|border \|alt=Catalunya\|link=Selecció de futbol de Catalunya\|{{#if:\|]] | Sergio Tejera cedit al Deportivo Alavés         |
| 23 | MIG  | [[Fitxer:Flag of Catalonia.svg\|23x15px\|border \|alt=Catalunya\|link=Selecció de futbol de Catalunya\|{{#if:\|]] | Cristian Gómez (cedit al Reial Madrid Castella) |
| 24 | MIG  | [[Fitxer:Flag of Catalonia.svg\|23x15px\|border \|alt=Catalunya\|link=Selecció de futbol de Catalunya\|{{#if:\|]] | Christian Alfonso (cedit a l'AD Alcorcón)       |

### Equip tècnic
- Entrenador:  Javier Aguirre
- Segon entrenador:  Alfredo Tena Garduño
- Entrenador de porters:  Tommy N'Kono
- Assistent tècnic:  Toni Borrell
- Doctor:  Antonio Turmo Garuz
- Preparador físic:  Juan Iribarren Morras
- Preparador físic:  Jaume Bartrés Arenas